# Brousse-le-Château
Brousse-le-Château é uma comuna francesa na região administrativa de Occitânia, no departamento de Aveyron. Estende-se por uma área de 15,54 km². Em 2010 a comuna tinha 165 habitantes (densidade: 10,6 hab./km²).
Pertence à rede das As mais belas aldeias de França.